# Яворский, Сергей Александрович
Серге́й Алекса́ндрович Яво́рский (укр. Сергій Олександрович Яворський; род. 5 июля 1989, Донецк) — украинский футболист, защитник клуба «Лок-Штендаль».

## Биография

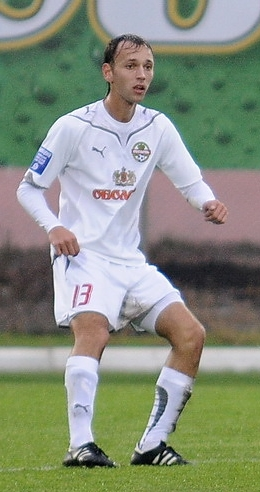
Сергей Яворский в «Оболоне» 2009

### Клубная карьера
В ДЮФЛ выступал за «Олимпик-УОР» (Донецк). С 2006 года подписал контракт с «Шахтёром (Донецк)», но сразу был отправлен в аренду. 13 апреля 2006 года дебютировал во Второй лиге за «Олимпик» (Донецк) в матче против харьковского «Газовик-ХГД» (1:0). Летом 2007 года перешёл в аренду в мариупольский «Ильичёвец», дебютировал в Первой лиге 19 июля 2007 года в матче против «Феникса-Ильичёвеца» (2:0). Летом 2008 года перешёл в аренду в киевскую «Оболонь». В сезоне 2008/09 помог выйти «пивоварам» в Премьер-лигу. В Премьер-лиге дебютировал 19 июля 2009 года в матче против харьковского «Металлиста» (0:2).
4 июня 2010 года на официальном сайте ФК «Ильичёвец» появилась информация о том что в новом сезоне Яворский будет выступать за клуб из Мариуполя. В 2012 году после двух лет в аренде подписал контракт с «Ильичёвцем» на три года.
Летом 2015 года уехал в Казахстан и стал играть за костанайский «Тобол».
Зимой 2017 года вернулся в «Мариуполь». Покинул команду в июле 2020 года.

### Карьера в сборной
Выступал за юношескую сборную Украины до 17 лет и до 19 лет. Провёл один матч за молодёжную сборную Украины до 21 года против Турции (2:2).

## Достижения
«Ильичёвец»
- Победитель Первой лиги Украины (2): 2007/08, 2016/17

«Оболонь»
- Серебряный призёр Первой лиги Украины: 2008/09